# Colletes capensis
Colletes capensis är en biart som beskrevs av Cameron 1905. Colletes capensis ingår i släktet sidenbin, och familjen korttungebin. Inga underarter finns listade i Catalogue of Life.